# Señora Influencer
Señora Influencer s una pel·lícula de comèdia negra i terror psicològic mexicana de 2023, dirigida i escrita per Carlos Campos-Santos. És protagonitzada per Mónica Huarte, Macarena García, Diana Carreiro, i Memo Dorantes.

## Argument
De manera sobtada, Fátima, una dona en els seus quaranta anys, es transforma en la influencer més destacada del moment. Sofi i Cami, dues joves influencers, busquen aprofitar la sobtada fama de Fàtima en simular ser les seves amigues. A mesura que Fàtima guanya seguidors que l'admiren, també atreu a detractors ocults després de pantalles, sense adonar-se que s'han burlat del perfil equivocat.

## Repartiment
- Mónica Huarte com a Fátima Ferreira[2]
  - Renata Molinar com a Fátima de niña[2]
- Diana Carreiro com a Camila[2]
- Memo Dorantes com a FélixPerro[2]
- Macarena García com a Sofi Fojo[2]
- Leonardo Daniel com a Joaquín Ferreira[2]
- Bárbara Lombardo com a Jackie Lombardo[2]
- Mau Nieto com a Paco[2]
- Daniela Peña com a Lulu[2]
- Sandra Burgos com a mamà de Fátima[2]
- Christian Uribe com a Roberto Ortiz[2]
- Michelle Durán com a Diana Bichota[2]
- Ángel Escarcega com a Machete69[3]
- Michael Cohn com a Juan Treviño[3]
- Alejandro de la Madrid com a xicot imaginari[3]
- Claudia Acosta com a Magaly[3]
- Paola Rojas com a reportera de noticiari[3]

## Estrena
Señora Influencer es va projectar per primera vegada al 21è Festival Internacional de Cinema de Morelia, i es va llançar en cinemes mexicans el 2 de novembre de 2023.

## Recepció
La pel·lícula va ser objecte de crítiques variades, però en la seva majoria va rebre elogis dirigits cap al seu desenvolupament argumental i a la interpretació de Mónica Huarte, i també per la forma en la qual es van abordar i es van representar les malalties mentals.

## Reconeixements
| Any  | Premi                | Categoria                      | Receptor                | Resultat  | Ref.          |
| ---- | -------------------- | ------------------------------ | ----------------------- | --------- | ------------- |
| 2023 | 19ns Premis Canacine | Millor pel·lícula              | Señora influencer       | Nominat   | [ 9 ] [ 10 ]  |
| 2023 | 19ns Premis Canacine | Millor director                | Carlos Santos Campos    | Nominat   | [ 9 ] [ 10 ]  |
| 2023 | 19ns Premis Canacine | Millor actriu                  | Mónica Huarte           | Nominat   | [ 9 ] [ 10 ]  |
| 2023 | 19ns Premis Canacine | Millor revelació - Masculina   | Memo Dorantes           | Nominat   | [ 9 ] [ 10 ]  |
| 2023 | 19ns Premis Canacine | Millor revelació - Femenina    | Macarena García         | Nominat   | [ 9 ] [ 10 ]  |
| 2024 | 49ns Diosas de Plata | Millor pel·lícula              | Like or Die             | Nominat   | [ 11 ] [ 12 ] |
| 2024 | 49ns Diosas de Plata | Millor director                | Carlos Santos Campos    | Nominat   | [ 11 ] [ 12 ] |
| 2024 | 49ns Diosas de Plata | Millor actriu                  | Mónica Huarte           | Guanyador | [ 11 ] [ 12 ] |
| 2024 | 49ns Diosas de Plata | Millor actor secundari         | Leonardo Daniel         | Nominat   | [ 11 ] [ 12 ] |
| 2024 | 49ns Diosas de Plata | Millor actriu secundària       | Diana Carreiro          | Nominat   | [ 11 ] [ 12 ] |
| 2024 | 49ns Diosas de Plata | Millor revelació - Femenina    | Macarena García Romero  | Guanyador | [ 11 ] [ 12 ] |
| 2024 | 49ns Diosas de Plata | Millor actor en un paper menor | Mau Nieto               | Nominat   | [ 11 ] [ 12 ] |
| 2024 | 49ns Diosas de Plata | Millor guió oroginal           | Carlos Santos Campos    | Nominat   | [ 11 ] [ 12 ] |
| 2024 | 49ns Diosas de Plata | Millor música                  | Tomás Barreiro          | Guanyador | [ 11 ] [ 12 ] |
| 2024 | 49ns Diosas de Plata | Millor cançó original          | "Nada" de Leonel García | Nominat   | [ 11 ] [ 12 ] |